# Соловьёв, Юрий Дмитриевич
Юрий Дмитриевич Соловьёв (15 июля 1917— 26 февраля 1984) — советский учёный и конструктор в области разработки ракетно-космической техники и организатор космической промышленности. Лауреат Ленинской премии (1957). Герой Социалистического Труда (1961).

## Биография
Родился 15 июля 1917 года в городе Москва. 
До 1935 года обучался в Московской школе фабрично-заводского ученичества. С 1935 по 1939 годы проходил обучение в Московском индустриально-конструкторском техникуме. С 1939 по 1944 годы обучался в Ташкентском авиационном институте. С 1944 года в период Великой Отечественной войны работал в должностях —  технолога, старшего технолога и начальника технологического бюро Ташкентского  авиационного завода №84 Наркомата авиационной промышленности СССР. 
С 1946 по 1958 годы работал инженером-конструктором, начальником группы, начальником бригады и ведущим конструктором Опытно-конструкторского бюро №456, занимался разработкой  жидкостных ракетных двигателей. С 1958 по 1960 годы занимал должности — заместителя главного конструктора и начальника Приволжского филиала ОКБ-456 при Куйбышевском заводе №24 имени М. В. Фрунзе, под его руководством и при непосредственном участии  было налажено серийное производство жидкостных ракетных двигателей РД-107 и РД-108. 
В 1957 году Постановлением ЦК КПСС и Совета Министров СССР «за большой вклад в создание двигателей РД-107 и РД-108 для запуска первого искусственного спутника Земли в 1957 году» Юрий Дмитриевич Соловьёв был удостоен Ленинской премии.
20 апреля 1956 года и 29 июля 1960 года Указом Президиума Верховного Совета СССР «за выдающиеся достижения в создании новой техники» Юрий Дмитриевич Соловьёв был награждён Орденом Трудового Красного Знамени.
С 1960 по 1968 годы работал в должности — заместителя главного конструктора Опытно-конструкторского бюро №456 и директора Куйбышевского завода №456. Ю. Д. Соловьёвым был внесён весомый вклад в освоение серийного производства ракетных двигателей двухступенчатой межконтинентальной баллистической ракеты Р-7 что способствовало  12 апреля 1961 года успешному запуску первого советского человека в космическое пространство. 
17 июня 1961 года «закрытым» Указом Президиума Верховного Совета СССР «за выдающиеся заслуги в создании образцов ракетной техники и обеспечение успешного полёта советского человека в космическое пространство» Юрий Дмитриевич Соловьёв был удостоен звания Героя Социалистического Труда с вручением Ордена Ленина и золотой медали «Серп и Молот».
Скончался 26 февраля 1984 года в Москве. Похоронен на Калитниковском кладбище.

## Награды
- Медаль «Серп и Молот» (17.06.1961)
- Орден Ленина (17.06.1961)
- Два Ордена Трудового Красного Знамени (20.04.1956; 29.07.1960)

### Премии
- Ленинская премия (1957[2])